# Oecetis purucha
Oecetis purucha är en nattsländeart som beskrevs av Schmid 1995. Oecetis purucha ingår i släktet Oecetis och familjen långhornssländor. Inga underarter finns listade i Catalogue of Life.